# Rudy Jocqué
Rudy Jocqué, är en belgisk araknolog vid Kungliga Centralafrikanska museet i Tervuren som specialiserat sig på spindlar i den etiopiska regionen, främst Ctenidae, vargspindlar och flinkspindlar.
Auktorsnamnet Jocqué kan användas för Rudy Jocqué i samband med ett vetenskapligt namn inom zoologin; se Wikipedia-artiklar som länkar till auktorsnamnet.